# Дональд, Стивен
Стивен Рекс Дональд (англ. Stephen Rex Donald, родился 3 декабря 1983 в Папакуре) — новозеландский регбист, флай-хав и центровой японского клуба «Мицубиси Динаборз» и сборной Новой Зеландии, чемпион мира 2011 года.

## Карьера игрока

### Клубная
Воспитанник регбийной школы провинции Уаикато, выступал за неё в кубке ITM. В Супер Регби играл за клуб «Чифс» с 2005 по 2011 годы, в 85 играх набрав 858 очков (в среднем более 10 очков за матч). В 2011 году переехал в Англию, заключив контракт с клубом «Бат» на два с половиной года. Изначально Дональду отказали в разрешении на работу, что вынудило клуб подать в суд на правительство Великобритании, и при поддержке Регбийного союза клуб выиграл дело. Дональд начал играть за клуб после чемпионата мира 2011 года, дебютировав на 68-й минуте матча Кубка Хейнекен против «Глазго Уорриорз» и забив гол со штрафного спустя полторы минуты.
В 2012 году ходили слухи о переходе Дональда в «Блюз» вместо ушедших Стивена Бретта и Люка Макалистера, что яростно отрицало руководство клуба. Но 1 апреля 2013 тот ушёл из клуба, переехав в Японию и став игроком клуба «Мицубиси Динаборз» в сезоне 2013/2014. В 2015 году он возобновил после четырёхлетнего перерыва свои игры в Кубке ITM за «Уаикато», несмотря на фактический статус легионера (возвращение состоялось 10 сентября 2015 в игре против «Саутленда» на стадионе Уаикато, выйдя на замену).

### В сборной

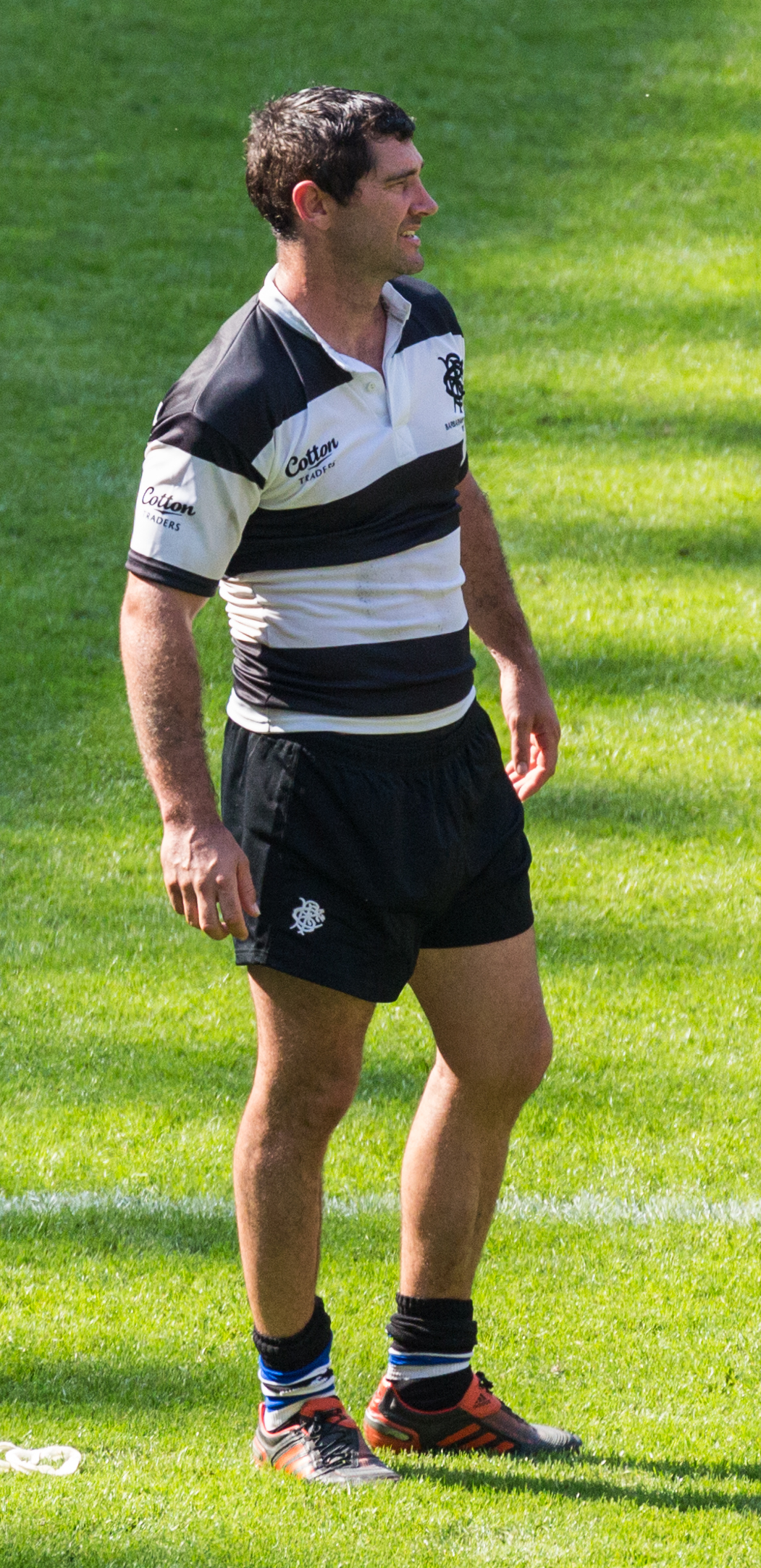
Стивен Дональд в составе клуба «Барбарианс» перед игрой с Англией

С 2008 по 2011 годы Стивен Дональд сыграл 23 игры за сборную Новой Зеландии и набрал 98 очков. Довольно долго его активно поливали грязью как пресса, так и фанаты: в 2010 году в четвёртом матче Кубка Бледислоу против Австралии Дональд сначала промахнулся со штрафного, а на последней минуте запорол атаку «Олл Блэкс», вынудив австралийцев перейти в контратаку, в ходе которой Джеймс О’Коннор занёс попытку и затем успешно провёл реализацию. Тогда именно Стивена обвинили в поражении, хотя оно не повлияло на исход борьбы за кубок. Известный карикатурист Том Скотт в преддверии домашнего чемпионата мира изобразил на одной из карикатур Дональда, намекнув, что его нельзя брать на турнир и уж тем более доверять ему решать судьбу финала.
Однако в первой половине турнира Дональд заменил травмированного Аарона Крудена, дебютировав на чемпионатах мира, вышел ещё в финале и к тому же забил победный гол со штрафного. Этот штрафной и принёс «Олл Блэкс» кубок мира.

## Почести
- В знак заслуги Стивена Дональда в победе на чемпионате мира отныне регбийный клуб в Уаиуку, где тот постигал азы регби, переименовал свою арену в «Бивер Парк» (англ. Beaver Park). В переводе с английского «beaver» означает «бобёр», а именно такое прозвище получил Дональд во время выступлений[7].
- Телекомпания TVNZ 10 августа 2014 показала документальный фильм «Удар» (англ. The Kick), в котором излагалась биография Стивена Дональда, а также подробно освещались его выступления за сборную на чемпионате мира[11].